# Twilightning
Twilightning fue un grupo de heavy metal, procedentes de Finlandia.

## Historia
Twilightning fue una banda de heavy/power metal original de Finlandia. Los integrantes originales de la banda eran Jussi Kainulainen (bajo), Juha Leskinen (batería), Tommi Sartanen (guitarra y cantante) y Ville Wallenius (guitarra). Se formó en el 1998 en Imatra, Finlandia.
En febrero de 1999 el grupo grabó su primera demo en los estudios Astia de Lappeenranta, debido a que hacían muchas actuaciones en su ciudad natal.
Unos meses después Mikko Naukkarinen se unió al grupo como teclista con buenos resultados en actuaciones en directo y siendo capaz de dar una nueva dimensión atmosférica a la hora de componer las canciones. El estilo y el sonido del grupo fue desarrollándose hacia la forma presente mientras grababan su segundo cd-demo
"Affection Seeker" en abril de 2000. Fue vendido mayoritariamente en Finlandia y enviado a diversos lugares alrededor del mundo antes de que la compañía japonesa Disc Heaven quisiera comprar todas las 200 copias restantes. El grupo continuó haciendo actuaciones incluyendo el Nummirock 2000 Festival y otros pequeños festivales en Finlandia.
En el 2001 el grupo consiguió mayor respeto cuando Heikki Pöyhiä se unió a ellos como cantante. Pronto el grupo fue a lanzar su tercera demo, llamada "Return To Innocence", la cual recibió muy buenas críticas, despertó el interés de compañías discográficas e hizo mucha publicidad del grupo. El estilo de la banda fue conducido a una combinación única de guitarras muy dinámicas, voz pegadiza, peculiares sonidos electrónicos, batería contundente y el espíritu del hard rock de los 80.
En noviembre de 2001 Twilightning firmó un acuerdo con Spinefarm Records. El grupo continuó actuando y Tommi y Ville comenzaron a escribir material para el álbum de debut. En septiembre de 2002 comenzaron a grabar en los estudios Astia con
Ansi Kippo, que también hizo de productor. El álbum, llamado "Delirium Veil", fue mezclado por Timo Tolkki (Stratovarius) en los estudios Finnvox en enero de 2003.
Los japoneses, siendo ya viejos amigos, pronto tuvieron el álbum en sus estanterías por cortesía de Universal Music Japan en agosto de 2003. Después de comprobar el éxito instantáneo que supuso en Japón, Universal hizo que en octubre de 2003 tuviera lugar su lanzamiento internacional, y muy aclamado.
En septiembre de 2004, sacaron su segundo álbum, "Plague-House Puppet Show", el cual mantenía el espíritu del rock de los 80 y se alejaba del sonido power metal del primer álbum. Además, tenía un sonido más contundente, heavy y maduro.
El 25 de enero de 2006 sacaron su primer EP, titulado "Bedlam". Un disco con cinco canciones que confirmaba el distanciamiento del sonido power metal de su anterior trabajo y más roquero que nunca. Cabe destacar la balada acústica "Train To Bedlam", muy al estilo de las viejas composiciones de Bon Jovi. Éste sería el último trabajo con la presencia de Mikko Naukkarinen, que dejó el grupo ese mismo mes.
Ya en el 2007, el 23 de marzo salió a la venta el tercer álbum, llamado "Swinelords", un álbum considerado como muy poco trabajado. Un disco que definitivamente mostraba el camino escogido por el grupo, alejándose del power metal y orientándose más hacia un metal-rock que sería recibido con controversia entre los fanes.
En julio del 2009, durante el proceso de grabación de lo que iba a ser su cuarto álbum, se dieron cuenta de que les faltaba la motivación y las ganas de seguir con el grupo, de manera que decidieron dar punto final a la carrera de Twilightning y cada uno seguir con sus proyectos personales.

## Miembros
- Heikki Pöyhiä - voces
- Tommi Sartanen - guitarra
- Ville Wallenius - guitarra
- Juha Leskinen - batería
- Jussi Kainulainen - bajo

## Exmiembros
- Mikko Naukkarinen - teclado - (1999-2006)

## Discografía

### Demos
- Change Of The Scepter - 1999
- Affection Seeker - 2000
- Return To Innocence - 2001

### Álbumes
- Delirium Veil - 2003
- Plague-House Puppet Show - 2004
- Swinelords - 2007

### Sencillos
- Into Treason - 2004

### EP
- Bedlam - 2006